# Clyde Lorrain Cowan
Clyde Lorrain Cowan mlajši, ameriški častnik in fizik, * 6. december 1919, Detroit, Michigan, ZDA, † 24. maj 1974, Bethesda, Maryland, ZDA.
Cowan je bil skupaj s Frederickom Reinesom soodkritelj nevtrina leta 1956 v nevtrinskem preskusu. Reines je za to odkitje leta 1995 prejel Nobelovo nagrado za fiziko v imenu obeh.
1. 1 2  SNAC — 2010.
2. 1 2  Find a Grave — 1996.